# Li Yanyan (Mathematiker)
Li Yanyan, meist Yanyan Li oder Y. Y. Li zitiert (* 26. Dezember 1961 in Peking)  ist  ein chinesischer Mathematiker, der sich mit Analysis beschäftigt.
Li wurde 1988 am Courant Institute of Mathematical Sciences of New York University bei Louis Nirenberg promoviert (On Second Order Nonlinear Elliptic Equations). Die Dissertation erhielt den Kurt Friedrichs Preis. Danach war er bis 1990 Instructor an der Princeton University und ab 1990 Assistant Professor, dann Associate Professor (1993) und ab 1997 Professor an der Rutgers University. Er war Gastprofessor an der Universität Peking (Beijing Normal University), der University of Science and Technology of China (ab 1999), an der Scuola Normale Superiore in Pisa und mehrfach an der Universität Paris VI bei Haïm Brezis. 2003 war er am Institute for Advanced Study (1989/90, 1994, 2003).
Li befasst sich mit partiellen Differentialgleichungen mit Anwendungen in der Differentialgeometrie, zum Beispiel das Yamabe-Problem. Er arbeitete unter anderem mit Brézis (Topologie von Sobolew-Räumen harmonischer Abbildungen zwischen Mannigfaltigkeiten), Nirenberg, Gang Tian (über Existenzsätze in der Allgemeinen Relativitätstheorie) zusammen.
1987/88 und 1993 bis 1995 war er Sloan Research Fellow. 2002 war er Invited Speaker auf dem Internationalen Mathematikerkongress in Peking (On some conformally invariant fully nonlinear equations). Er ist Fellow der American Mathematical Society.

## Schriften
- mit G. Q. Chen, X. Zhu, D. Cao (Herausgeber): Advances in nonlinear partial differential equations and related areas. World Scientific 1998